# Ацил
Ацил, ацилна група или ацилен остатък са термини от химията за означаване на остатък или функционална група от органична киселина. Използва се общо за да се подчертае функционалната значимост на остатъка, а не конкретна органична киселина.
Притежава окончанието -ил (систематично име -оил), по подобие на специфичните остатъци от органичните киселини, като например:
- формил (систематично име: метаноил), производен на формиата (систематично име: метанова киселина)
- ацетил (систематично име: етаноил), производен на ацетата (систематично име: етанова киселина)
- пропионил (систематично име: пропаноил), производен на пропионата (систематично име: пропанова киселина)
- бензоил, производен на бензоата (систематично име: бензоена киселина)

Забележка: Ацилните остатъци в несистематичните имена приличат на типичните алкилни остатъци – метил, етил, пропил, но представляват отделни класове съединения. В систематичното окончание за ацилните остатъци -оил, това недоразумение се избягва.